# Antoni l'herbolari
Antoni l'herbolari va ser un metge anomenat per Galè ὁ ῥιζοτόμος, "l'herbolari", que hauria d'haver viscut abans del segle ii.
És probablement el mateix Antoni metge anomenat φαρμακοπώλης "el droguer". Possiblement és també el mateix Antoni conegut com a Antoni Càstor, però d'això no hi ha cap prova. Un tractat sobre el pols arterial que trobem sota el nom de Galè, però que segurament és una compilació espúria d'altres obres seves sobre aquest tema, està dirigit a una persona anomenada Antonius, Φιλομαθὴς καὶ Φιλόσοφος. Galè va escriure l'obra De Propriorum Animi cujusdam Affectuum Dignotione et Curatione en resposta a un tracte una mica semblant per un filòsof epicuri de nom Antoni, que no sembla que fos un metge.